# Íntimas (novela)
Íntimas, publicada por primera vez en 1913 por la editorial Velarde, es la única novela de la escritora cochabambina Adela Zamudio. A pesar de que tuvo un mal recibimiento en la época de su aparición, es considerada ahora una de las 15 novelas fundamentales de Bolivia, seleccionadas por académicos y escritores de ese país.

## Adela Zamudio
Hija de Adolfo Zamudio, de origen vasco, y de Modesta Cesaria Ribero, nació en Cochabamba el 11 de octubre de 1854. Adela Zamudio fue una de las primeras mujeres bolivianas que luchó por la reivindicación y la dignificación de la mujer en la sociedad. Nacer hombre, famoso poema suyo, expresa claramente sus ideas:

Una mujer superior
en elecciones no vota, 
y vota el pillo peor
(permitidme que me asombre)
con tal que aprenda a firmar
puede votar un idiota, 
porque es hombre.

Cultivó principalmente la poesía y firmó algunos de sus versos con el seudónimo de Soledad. Son famosos sus libros: Ensayos poéticos (1887), Ráfagas (1914) y Novelas cortas.

## Argumento
Íntimas es una novela epistolar ambientada a principios del siglo XX en Bolivia. Está dividida en dos partes: la primera comprende las cartas que Juan le escribe a Armando, mientras que la segunda parte se compone de las cartas que Antonia le envía a Gracia. Un recurso peculiar de la novela es que el lector sólo lee las epístolas que van, pero no las que vuelven. Es decir, no tiene acceso a las respuestas que Armando le escribe a Juan, ni a las que Gracia le escribe a Antonia.
En la primera parte, Juan le relata a su amigo y socio de negocios Armando, qué le sucede durante su estadía en el departamento de Cochabamba. Le cuenta cómo congenia con Gracia, hermana de su cuñada Casta, mientras se aloja en la casa de su hermano Modesto. También le escribe para comentarle lo que le sucede en la ciudad y cómo conoce a su futura esposa: Blanca Rocha, 
En la segunda parte, Antonia le cuenta a Gracia la triste historia de Evangelina Paz, una joven mujer que, a causa de falsos rumores, no puede casarse con el hombre que ama y termina recluyéndose en la soledad. 

### Estructura

#### Primera parte
En la primera parte de la novela,Juan le envía a Armando 11 cartas, cuya escritura comienza el 28 de octubre de 1906 y termina el 1 de julio de 1907: 
1. 28 de octubre de 1906
2. 2-4 de noviembre de 1906
3. 9-11 de diciembre de 1906
4. 20 de enero de 1907
5. 9-13 de febrero de 1907
6. 23 de marzo de 1907
7. 2 de mayo de 1907
8. 15 de mayo de 1907
9. 9 de junio de 1907
10. 15 de junio de 1907
11. 1 de julio de 1907

#### Segunda parte
En la segunda parte de la novela, Antonia le envía a Gracia dos extensas cartas, cuya escritura comienza el 10 de febrero de 1907 y acaba seis meses después: 
1. 10 de febrero de 1907
2. 9 de agosto de 1907[3]

## Crítica

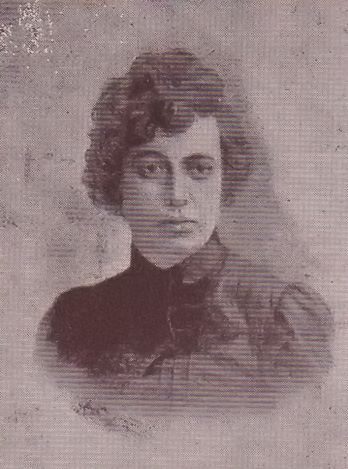
Retrato de Adela Zamudio

En su época, Adela Zamudio era reconocida por su trabajo poético. Íntimas, que fue su primera y única novela, se publicó con muchos defectos por la editorial Velarde de La Paz. Después de la dura crítica que siguió a su publicación, la autora se encargó de retirar de circulación los pocos ejemplares que había y nunca más se aventuró en la escritura de una obra semejante.   
Un crítico de la prensa cochabambina le aconsejó a la "señorita Zamudio" que se dedicara a los poemas, género literario que consideraba más acorde a la labor femenina, frente a la escritura de novelas, que era "cosa de hombres".
 

A finales del siglo XX la novela salió del olvido después de ser redescubierta por Leonardo García-Pabón, teórico de literatura boliviana y profesor de la cátedra de Literatura Latinoamericana de la Universidad de Oregón, Estados Unidos. Se concluyó entonces que Íntimas había sido juzgada injustamente por los críticos de su tiempo, quienes se basaron sobre todo en prejuicios machistas. 
"Desde el punto de vista de su recepción, Íntimas viene marcada desde su primera edición por la crítica de género. Los críticos hombres, ya se ha repetido, le dicen a doña Adela que vuelva a escribir poemas, que no se meta a escribir novelas. No la critican porque la historia que cuenta pueda ser o no aburrida o porque utiliza de tal manera el narrador, la crítica es directamente de género. Lo que está mal es que una mujer escriba novelas".
 En 1999, García-Pabón preparó la segunda edición de la novela, que salió en Plural Editores en la colección Clásicos de Bolivia; otra reedición crítica posterior abrió en la citada editorial la serie Letras Fundacionales de Bolivia. Era la segunda vez que Íntimas se publicaba y la primera que se hacía en una buena edición. Posteriormente, en 2012, Íntimas fue incluida en la serie 15 novelas fundamentales de Bolivia, publicada por el Ministerio de Culturas y Turismo recogiendo la lista que había seleccionado en agosto de 2009 un grupo de 31 académicos, escritores y directores de revistas y suplementos literarios.
En el Diccionario Crítico de Novelistas Bolivianas, Willy Óscar Muñoz escribe:
"Íntimas (1913) es su única novela, texto prácticamente desconocido inclusive por los expertos de la literatura boliviana, hasta que Leonardo García Pabón la reedita a fines del siglo XX. Este desconocimiento se debe a que este texto fue criticado inclusive por aquellos que admiraban la poesía de Zamudio. García Pabón concluye que esta novela fue rechazada porque no seguía las estrategias del realismo, la modalidad que dominaba la literatura boliviana en ese tiempo. Ese realismo se caracterizaba por la representación tipificada de grupos sociales (indios, hacendados, burgueses, mineros), codificación realizada por un narrador racional, masculino, cuya meta era ficcionalizar la problemática del imaginario de la nación. En cambio, Zamudio opta por escribir una novela epistolar que confiere mayor importancia a la psicología de sus personajes, pero sin dejar de lado el aspecto social". 
 Íntimas lleva ya varias ediciones críticas y es considerada la primera novela feminista de Bolivia. En una carta a su amigo Claudio Peñaranda, Zamudio le dijo: 
"Dudo que la concluya Ud. ni ningún otro hombre sin dormirse. Es un cuentecito para mujeres, inspirado en confidencias de almas femeninas, tímidas y delicadas".
 Según García-Pabón, esta declaratoria confirma la orientación feminista de la novela: "ser un espacio de definición de una subjetividad femenina sin presencia dominante masculina" y la postura de Adela Zamudio, no solo como una mujer socialmente activa, sino también como escritora: "junto con su defensa social de la mujer, hay un proyecto de construcción de un sujeto femenino que sólo puede ser realizado por medio de la palabra escrita".